# Eremophila demissa
Eremophila demissa är en flenörtsväxtart som beskrevs av Chinnock. Eremophila demissa ingår i släktet Eremophila och familjen flenörtsväxter. Inga underarter finns listade i Catalogue of Life.